# Làquesis
Làquesis (en grec antic Λάχεσις 'Lachesis') va ser segons la mitologia grega, la segona de les Moires, filles de Nix, la Nit, encara que altres genealogies les fan filles de Zeus i de Temis i, per tant, germanes de les Hores. Làquesis posseïa els flocs o cabdells de llana amb què s'havia de filar la vida dels mortals. Determinava el futur de les persones, perquè decidia la longitud del fil de la vida de cadascú.
Plató la veia com un símbol del passat i apareix com una seductora noble en la novel·la cavalleresca atribuïda a Enyego d'Àvalos, on fa de símbol de la seducció.